# Hebeitun
Hebeitun är en köping i Kina. Den ligger i storstadsområdet Tianjin, i den norra delen av landet, omkring 51 kilometer norr om stadens centrum.